# Memoria a lungo termine
La memoria a lungo termine (abbreviata in MLT) è definita come quella memoria, contenuta nel cervello, che ha una durata variabile da qualche minuto a un tempo indefinito. I primi modelli di funzionamento della memoria dividevano la stessa in tre "magazzini", contraendo la memoria a lungo termine alla memoria sensoriale, che trattiene per brevissimo tempo le informazioni sensoriali in arrivo, e alla memoria a breve termine che trattiene per pochi minuti un numero di informazioni limitato.
Paragonando il sistema cognitivo a un computer, la memoria a lungo termine svolge la stessa funzione di dispositivi per memoria di massa come gli hard disk o i DVD: memorizzata per un periodo di tempo che superi il momento contingente, e che potenzialmente finisca solo con la morte del supporto (o del soggetto).
La prima definizione del concetto di memoria a lungo termine si deve al modello di Atkinson e Shiffrin del 1968.

## Neurobiologia della memoria
Nel cervello esistono due diversi metodi di immagazzinare informazioni per dare vita a quella che noi chiamiamo "memoria": il Potenziamento a lungo termine e il Potenziamento a breve termine. Il secondo è quello coinvolto nella memoria a breve termine, e consiste in una alterazione temporanea delle sinapsi coinvolte, che vengono ipersensibilizzate tramite la sintesi di nuovi recettori di membrana. Il potenziamento a lungo termine, invece, richiede più tempo e coinvolge anche vie metaboliche differenti, che finiscono con l'attivare proteine che modificano l'espressione genica, e, in ultima analisi, rinforzano in maniera molto più duratura la sinapsi.
La struttura cerebrale principale coinvolta nella memoria è la formazione dell'ippocampo: nelle cellule dell'ippocampo è stato verificato, in vivo, il processo di potenziamento a lungo termine, e il danno selettivo all'ippocampo causa amnesia anterograda (famoso è il caso del paziente H.M. che subì l'asportazione dei lobi temporali, e quindi dell'ippocampo, bilateralmente, e riportò un grave deficit di memoria esplicita per i fatti successivi l'intervento per il resto della sua vita).
Tuttavia, studi più recenti suggeriscono che l'ippocampo e le cortecce circostanti (corteccia entorinale e paraentorinale) svolgano un ruolo di "smistamento pacchi": le informazioni che vengono memorizzate effettivamente devono passare in quelle aree cerebrali, ma, siccome lesioni anche molto gravi non causano un'amnesia retrograda (ovvero, della memoria accumulata precedentemente), evidentemente la memoria già immagazzinata deve essere registrata altrove, probabilmente nelle aree associative delle cortecce prefrontale e frontale.

### Fondamenti biologici a livello cellulare
La memoria a lungo termine, a differenza della memoria a breve termine, dipende dalla sintesi di nuove proteine. Ciò si verifica all'interno del corpo cellulare e riguarda i trasmettitori, i recettori e le nuove vie di sinapsi che rafforzano la forza comunicativa tra i neuroni. La produzione di nuove proteine dedicate al rinforzo delle sinapsi viene avviata dopo il rilascio di alcune sostanze di segnalazione (come il calcio nei neuroni dell'ippocampo) nella cellula. Nel caso delle cellule ippocampali, questo rilascio dipende dall'espulsione del magnesio (una molecola legante) che viene espulsa dopo una significativa e ripetitiva segnalazione sinaptica. L'espulsione temporanea del magnesio libera i recettori NMDA per rilasciare il calcio nella cellula, un segnale che porta alla trascrizione genica e alla costruzione di proteine rinforzanti.
Una delle proteine di nuova sintesi nel potenziamento a lungo termine è anche fondamentale per mantenere la memoria a lungo termine. Questa proteina è una forma autonomamente attiva dell'enzima protein-chinasi C (PKC), nota come PKMζ. PKMζ mantiene il potenziamento della forza sinaptica dipendente dall'attività e l'inibizione del PKMζ cancella le memorie a lungo termine stabilite, senza influire sulla memoria a breve termine o, una volta eliminato l'inibitore, viene ripristinata la capacità di codificare e memorizzare nuove memorie a lungo termine.
Inoltre, il BDNF è importante per la persistenza di memorie a lungo termine
La stabilizzazione a lungo termine delle alterazioni sinaptiche è anche determinata da un aumento parallelo di strutture pre e post-sinaptiche come il bottone assonale, la spina dendritica e la densità postsinaptica. A livello molecolare, è stato dimostrato che un aumento delle proteine del ponteggio post-sinaptico PSD-95 e HOMER1c è correlato alla stabilizzazione dell'allargamento sinaptico.
La proteina di legame dell'elemento di risposta cAMP (CREB) è un fattore di trascrizione che si ritiene sia importante nel consolidamento di memorie a breve e a lungo termine e che si ritiene sia deficitario nella malattia di Alzheimer.

### Metilazione e demetilazione del DNA
I ratti esposti a un intenso evento di apprendimento possono conservare un ricordo per tutta la vita dell'evento, anche dopo una singola sessione di allenamento. La memoria a lungo termine di un tale evento sembra inizialmente essere memorizzata nell'ippocampo, ma questa memoria è temporanea. Gran parte della conservazione a lungo termine della memoria sembra avvenire nella corteccia cingolata anteriore. Quando una tale esposizione è stata applicata sperimentalmente, più di 5.000 regioni di DNA metilato diversamente sono comparse nel genoma neuronale dell'ippocampo dei ratti ad una e 24 ore dopo l'allenamento. Queste alterazioni nel modello di metilazione si sono verificate in molti geni che erano sottoregolati, probabilmente a causa della formazione di nuovi siti di 5-metilcitosina nelle regioni promotrici dei geni. Inoltre, molti altri geni sono stati sovraregolati, probabilmente a causa dell'ipometilazione nei siti CpG. L'ipometilazione di solito deriva dalla rimozione di gruppi metilici da 5-metilcitosine precedentemente esistenti nel DNA. La demetilazione viene effettuata da diverse proteine che agiscono di concerto, tra cui l'enzima Tet metilcitosina diossigenasi 1 e gli enzimi del percorso di riparazione per escissione di basi del DNA. Il modello di geni indotti e repressi nei neuroni cerebrali a seguito di un intenso evento di apprendimento probabilmente fornisce le basi molecolari per una memoria a lungo termine dell'evento.

## Codifica delle informazioni
La memoria a lungo termine codifica semanticamente le informazioni per l'archiviazione, come studiato da Baddeley. Nella visione, le informazioni devono entrare nella memoria di lavoro prima di poter essere archiviate nella memoria a lungo termine. Ciò è dimostrato dal fatto che la velocità con cui le informazioni sono archiviate nella memoria a lungo termine è determinata dalla quantità di informazioni che possono essere presenti nella memoria visiva di lavoro. In altre parole, maggiore è la capacità della memoria di lavoro per determinati stimoli, più velocemente questi materiali verranno appresi.
Il consolidamento sinaptico è il processo mediante il quale gli elementi vengono trasferiti dalla memoria a breve a quella a lungo termine. Entro i primi minuti o ore dopo l'acquisizione, l'engramma (traccia di memoria) viene codificato all'interno di sinapsi, diventando resistente (sebbene non immune) alle interferenze da fonti esterne.
Poiché la memoria a lungo termine è soggetta al processo naturale dell'oblio, possono essere necessarie prove di mantenimento (numerosi richiami / recuperi di memoria) per conservare le memorie a lungo termine. I recuperi individuali possono avvenire a intervalli crescenti secondo il principio della ripetizione spaziata. Ciò può avvenire in modo abbastanza naturale attraverso la riflessione o il richiamo deliberato (noto anche come ricapitolazione), spesso dipendente dall'importanza percepita del materiale. L'uso dei metodi di prova come forma di richiamo può portare all'effetto di prova, che aiuta la memoria a lungo termine attraverso il recupero e il feedback delle informazioni.

## Tipi di memoria a lungo termine
La memoria a lungo termine è generalmente divisa in due grosse categorie: la memoria dichiarativa e la memoria procedurale.

### Memoria dichiarativa e procedurale
La memoria dichiarativa riguarda tutte le conoscenze esplicite (esprimibili a parole) che si hanno sul mondo, variando dalla collocazione del barattolo del caffè al testo completo dell'Iliade, mentre la memoria procedurale non è verbalizzabile, e invece di essere una "memoria di qualcosa", è una memoria che riguarda il fare qualcosa, come l'andare in bicicletta, o il disegnare. La memoria dichiarativa viene codificata nelle regioni cerebrali dell'ippocampo, della corteccia entorinale e della corteccia peririnale, ma consolidati e memorizzati altrove. La posizione precisa dell'archiviazione non è nota, ma la corteccia temporale è stata proposta come probabile candidato. La memoria procedurale è probabilmente codificata e immagazzinata nello striato e negli altri nuclei della base: infatti lesioni alle cortecce ippocampali ed entorinali possono compromettere selettivamente l'apprendimento di nuove nozioni lasciando intatta la capacità di apprendere nuovi compiti motori; in pratica un paziente del genere può imparare un nuovo compito motorio, pur dimenticando il fatto di averlo imparato. Inoltre, una ricerca di Manelis, Hanson e Hanson (2011) ha scoperto che la riattivazione delle regioni parietali e occipitali era associata alla memoria procedurale.
La memoria dichiarativa a sua volta può essere suddivisa in altre sottocategorie: la memoria semantica, che riguarda conoscenze generali sul mondo esterno (ad esempio: tutto quello che una persona sa sui koala), e la memoria episodica, che, come suggerisce il nome, riguarda specifici episodi (ad esempio: ricordo quando è caduto il muro di Berlino), e le loro circostanze. La memoria semantica è un tipo di memoria organizzata in modo tassonomico e associativo ed è costituita da conoscenze generali sul mondo che ci circonda ma, a differenza della memoria episodica, trascende le circostanze spazio-temporali in cui la traccia è stata formata. Ad esempio so che la capitale della Germania è Berlino ma non so quando ho appreso quest'informazione né quest'informazione episodica è utile alla mia conoscenza concettuale.
Gli esperimenti condotti da Spaniol e colleghi hanno indicato che gli adulti più anziani hanno ricordi episodici peggiori rispetto agli adulti più giovani perché la memoria episodica richiede una memoria dipendente dal contesto; al contrario, gli adulti più anziani e gli adulti più giovani non mostrano molta differenza nella memoria semantica, presumibilmente perché la memoria semantica non dipende dalla memoria di contesto.
Altri tipi di memoria dichiarativa sono quella autobiografica, che è un sottoinsieme della memoria episodica, e riguarda episodi della vita della persona che sta rievocandoli, e la memoria prospettica, che non riguarda, come le altre, eventi passati, ma eventi futuri (per esempio "tra dieci giorni scadrà la bolletta", oppure "dopodomani alle dieci ho lezione").La memoria prospettica è la memoria che ci consente il "ricordare di ricordare", in questo modo possiamo programmare azioni future e rievocarle nel momento in cui devono essere compiute. Inoltre la memoria prospettica si distingue tra memoria prospettica basata sul tempo (devo ricordarmi di prendere la medicina alle ore 20) e la memoria basata sugli eventi (quando suona la sveglia devo prendere le medicine).

### Altre classificazioni
Oltre alla conoscenza dichiarativa e procedurale, è stata descritta dai cognitivisti anche la conoscenza condizionale, riferita alle condizioni d'uso del sapere: ad esempio, riconosco che, nonostante l'apparenza, una certa figura geometrica possiede le proprietà di un esagono e posso calcolarne l'area applicando la formula conosciuta.
Mancando la conoscenza condizionale, pur sapendo cosa sia un esagono, darne una definizione corretta e calcolarne l'area, non si è però in grado di capire che la determinata figura in questione è un esagono.
Anderson e Schunn, oltre a ribadire la classica distinzione tra conoscenza dichiarativa e procedurale, ne hanno proposto un'altra: quella tra livello simbolico e livello subsimbolico della cognizione. Il primo riguarda le singole strutture di conoscenza che possono costituire l'obiettivo di un programma di istruzione, mentre il secondo si riferisce ai processi che rendono disponibili all'attività cognitiva le strutture simboliche. È a questo livello subsimbolico che svolge un ruolo decisivo l'esercizio prolungato, ossia la pratica, affinché le attivazioni e produzioni si consolidino e rafforzino.

## Disturbi della memoria a lungo termine

### Memoria a lungo termine episodica
Un disturbo della MLT episodica prende il nome di amnesia. Una prima distinzione è tra amnesia anterograda, amnesia retrograda e amnesia globale. La prima riguarda l'incapacità di ricordare nuovi eventi a partire dall'insorgenza del disturbo, la seconda riguarda l'incapacità di ricordare eventi accaduti prima dell'insorgere del disturbo. Nell'amnesia globale sono presenti entrambe le amnesie precedenti.
Un decadimento della memoria in età avanzata è un processo fisiologico, che accade nella stragrande maggioranza della popolazione.
Tuttavia, traumi cerebrali, ictus e malattie neurodegenerative possono avere conseguenze anche sulla memoria, che sia retrograda o anterograda.
In particolare, danni all'ippocampo (deputato all'encoding dei nuovi ricordi) o al circuito di Papez (formazione dell'ippocampo, fornice, corpi mammillari, fascio mammillo-talamico, nuclei talamici dorso-mediali, giro del cingolo) causano amnesia anterograda, la cui estensione e gravità dipende dalla rilevanza della lesione.
L'amnesia globale transitoria (AGT) è un episodio amnesico acuto dalla durata inferiore alle 24 ore, in cui il paziente si dimostra incapace di apprendere nuovi ricordi e presenta amnesia retrograda variabile da poche ore fino ad alcuni anni; le altre funzioni cognitive sono intatte, come pure lo stato di coscienza e l'identità personale. Il disturbo regredisce spontaneamente fino al completo recupero, fatta eccezione per una lacuna mnestica riguardante proprio il periodo dell'amnesia.
L'amnesia post-traumatica è un'amnesia globale che si riscontra in seguito a trauma cranico (della cui gravità è considerata un indice) con perdita di coscienza, ha una durata variabile ed è accompagnata spesso da anosognosia.

### Traumi cranici
La maggior parte delle scoperte sulla memoria sono state il risultato di studi che hanno lesionato specifiche regioni del cervello in ratti o primati, ma alcuni dei lavori più importanti sono stati il risultato di traumi cerebrali accidentali o involontari. Il caso più famoso degli studi sulla memoria è il caso di H.M., un paziente a cui furono rimosse parti del suo ippocampo, cortecce paraippocampali e tessuto circostante nel tentativo di curare la sua epilessia. La sua successiva amnesia anterograda totale e l'amnesia parziale retrograda hanno fornito le prime prove per la localizzazione della funzione di memoria e chiarito ulteriormente le differenze tra memoria dichiarativa e procedurale.

### Malattie neurodegenerative
Molte malattie neurodegenerative possono causare perdita di memoria. Alcuni dei più diffusi (e, di conseguenza, più intensamente studiati) includono la malattia di Alzheimer, la demenza, la malattia di Huntington, la sclerosi multipla, la malattia di Parkinson e la schizofrenia. Nessuna di queste condizioni mediche agisce specificamente sulla memoria; invece, la perdita di memoria è spesso causata dal deterioramento neuronale generalizzato.
Coloro che hanno la malattia di Alzheimer mostrano generalmente sintomi come la perdita momentanea della conoscenza di percorsi familiari, il possesso di oggetti in luoghi inappropriati, le distorsioni dei ricordi esistenti o la dimenticanza completa dei ricordi. I ricercatori hanno spesso usato il paradigma DRM per studiare gli effetti della malattia di Alzheimer sulla memoria. Il paradigma DRM presenta un elenco di parole come "sonnecchiare, cuscino, letto, sogno, pisolino, ecc.", con una parola tema che non viene presentata. In questo caso, la parola tema sarebbe stata "dormire". I pazienti con malattia di Alzheimer hanno maggiori probabilità di ricordare la parola tema come parte dell'elenco originale, nonostante essa non sia presente, rispetto agli adulti sani. Esiste un possibile collegamento tra un tempo di codifica più lungo e un aumento del falso ricordo. I pazienti finiscono per fare affidamento sull'essenza dell'informazione anziché sulle parole specifiche stesse. La malattia di Alzheimer porta a una risposta infiammatoria incontrollata provocata da un'ampia deposizione amiloide nel cervello, che porta alla morte cellulare dei neuroni. Questo peggiora nel tempo e alla fine porta al declino cognitivo. Il pioglitazone può migliorare i deficit cognitivi, inclusa la perdita di memoria e può aiutare a proteggere la memoria a lungo termine e visuospaziale dalle malattie neurodegenerative.
I pazienti con malattia di Parkinson hanno problemi con le prestazioni cognitive; questi problemi assomigliano a ciò che si vede nei pazienti con compromissione del lobo frontale e spesso possono portare alla demenza. Si pensa che la malattia di Parkinson sia causato dalla degradazione della proiezione mesocorticolimbica dopaminergica originata dall'area tegmentale ventrale. È stato anche indicato che l'ippocampo svolge un ruolo importante nella memoria episodica e spaziale (parti della MLT) e che i pazienti con malattia di Parkinson hanno ippocampi anormali con conseguente funzionamento anomalo della MLT. Le iniezioni di L-dopa sono spesso utilizzate per cercare di alleviare i sintomi della malattia di Parkinson, così come la terapia comportamentale.
I pazienti con schizofrenia hanno problemi con l'attenzione e le funzioni esecutive che a loro volta influenzano il consolidamento e il recupero della memoria a lungo termine. Non riescono a codificare o recuperare correttamente le informazioni temporali, il che li induce a selezionare comportamenti sociali inappropriati. Non possono utilizzare efficacemente le informazioni in loro possesso. La corteccia prefrontale, in cui i pazienti affetti da schizofrenia hanno anomalie strutturali, funziona di concerto con il lobo temporale e l'ippocampo, fatto che causa la loro difficoltà a codificare e recuperare informazioni temporali (inclusa la memoria a lungo termine).